# Albert Jacobs
Pour les articles homonymes, voir Jacobs.
Albert Frank « Bert » Jacobs (né le 23 septembre 1929 et mort en 1994) est un cavalier australien de saut d'obstacles.

## Carrière
Bien que Melbourne ait reçu les Jeux olympiques d'été, Jacobs, originaire de l'état de Victoria, va à Stockholm, en raison des lois strictes en matière de quarantaine qui empêchent l'organisation des épreuves équestres en Australie.
Au cours des deux années précédant leur sélection pour l'équipe olympique australienne de 1956, Bert et sa monture olympique Dumbell remportent toutes les épreuves de saut d'obstacles sur le circuit local.
Douze mois avant les Jeux, Jacobs quitte l'Australie et s'installe en Angleterre où il s'entraîne avec Franz Mairinger et observe la façon européenne et acquiert une précieuse expérience de la compétition. Il a beaucoup de succès sur le circuit de saut anglais et concourt aussi à Lucerne, Genève et Dublin. Il devient le premier équestre australien à remporter une compétition internationale de saut d'obstacles en dehors de l'Australie.
Il participe aux Jeux olympiques d'été de 1956 à Stockholm où lui et son cheval sont le porte-drapeau de l'Australie à la cérémonie d'ouverture. Il est éliminé de l'épreuve individuelle à la suite d'une chute ; il n'y a pas d'équipe d'Australie, Jacobs est le seul cavalier australien de saut d'obstacles. Il est d'ailleurs le premier cavalier australien de saut d'obstacles aux Jeux Olympiques. Il se retire après de la compétition internationale. Il remporte le championnat australien en 1965.